# 聖加布里埃爾 (巴伊亞州)
圣加布里埃尔（葡萄牙語：São Gabriel）是巴西東北部巴伊亚州的一个市镇。总面积1115.798平方公里，总人口18797人，人口密度16.8人/平方公里。